# Matthias Werrecore
Hermann Matthias Werrecore (village de Warcoing, Pecq, env. 1500 - après 1574) est un compositeur franco-flamand de la Renaissance ayant vécu en Italie.

## Biographie
Le 3 juillet 1522, il prend le poste de maître de chapelle de la cathédrale de Milan, laissé vacant par le décès du musicien et théoricien de la musique italien Franchini Gaffurio. Il occupe cette position, où il a la charge de onze chanteurs adultes et de sept jeunes choristes garçons, jusqu'en 1550.

## Œuvre
Sa pièce la plus connue est La Bataglia Taliana pour quatre voix, publiée à l'origine avec le titre allemand Die Schlacht vor Pavia (1544), rééditée comme La Bataglia Taliana con alcune villotte piacevole (Venise, Gardane, 1549),,. Il s'agit de l'évocation de la bataille de Pavie de 1525.
Ses compositions sacrées survivantes sont rassemblées dans le cahier Cantuum quinque vocum (quos motetta vocant) Hermanni Matthiae Werrecorensis musici excelentissimi, liber primus (1559) dédié à Antonius Marinus Pansanus, ainsi que quelques autres pièces trouvées dans des collections et manuscrits.

## Enregistrements
- La Bataglia Taliana dans War And Faith, compositions de Giovanni Gabrieli, Andrea Gabrieli, Clément Janequin et  Giorgio Mainerio. La Fenice,  Daltrocantro,  Il Terzo Suono, Gianpaolo Fagotto. Arts Music 2004
- La Bataglia Taliana dans La Pellegrina, compositions de Giovanni Bardi, Cristofano Malvezzi, Emilio de Cavalieri et Jacopo Peri. Huelgas Ensemble, directeur Paul Van Nevel,  Sony Classical Vivarte 1998